# Литвин Олександр Ілліч
Олекса́ндр Іллі́ч Литви́н (25.5.1952, с. Новоселівка Близнюківський р-н Харківська обл. – 15.7.1994, Донецьк),  український художник, член Національної спілки художників України (1988), учасник республіканських, обласних виставок. Працював у галузі декоративно-ужиткового мистецтва (художня ковка). Автор кованих робіт «Декоративні ґрати з птахами», «Композиція № 1» (Станція метро «Пушкінська», м. Харків) та ін.